# Каменотрошачка
Каменотрошачка е машина, предназначена за раздробяване на скални отломъци и или руда, вследствие на което се получават по-дребни материали – дребна скална маса, раздробена руда, трошен камък, каменно брашно и други.
Принципно каменотрошачките са големи машини (могат да бъдат и мобилни, превозвани от кариера на кариера с тежкотоварен автомобил), обособени в специални помещения, много шумни и отделящи при производствения процес много прах. Помещенията са изолирани със специални шумозаглушаващи панели, а машините са разположени върху гумени подложки (често самите подложки са с въздушна камера).
Основният работен елемент са два въртящи се срещуположно цилиндрични валове от метал (могат да бъдат гладки или назъбени), срещу която идва скалната маса. При навлизането на камъните между валовете те се раздробяват и преминават през „окото“ на валовете към следващи с по-малък просвет като продължават да раздробяват скалната маса на няколко етапа, при всеки от който обема на скалните късове става все по-малък и по-малък, до достигане на желаната големина.